# Utsira kommun
Utsira kommun (norska: Utsira kommune) är en kommun i landskapet Haugalandet i Rogaland fylke i sydvästra Norge. Den ligger på ön Utsira och några omkringliggande holmar och skär ute i Nordsjön, utanför ön Karmøy, 18 kilometer väster om staden Haugesund. Det är Norges minsta kommun efter folkmängd och näst minsta efter yta. Ön ingår i norska miljödepartementets lista över skyddsvärda kulturlandskap.

## Historia
Utsira har lång historia knuten till sjöfart och fiske, särskilt sillfiske. Man har funnit rester av bosättningar vid utgrävningen av en stenåldersbosättning vid Austerheim, som bedöms vara från cirka 8 000 år före Kristus och då antagligen brukades som sommarläger för nomadbefolkning. Utöver utgrävningarna finns spår av stigar mellan husgrunder från folkvandringstiden.

### Administrativ historik
Utsira kommun upprättades den 1 juli 1924  genom utbrytning ur Torvastads kommun. Kommunen hade 414 invånare vid upprättandet. Sedan dess har kommunens gränser förblivit oförändrade.

### Kvinnlig kommunstyrelse
När Utsira blev egen kommun sommaren 1924 fick kommunen en interimsstyrelse. Vid valet hösten 1925 fick styrelsen kvinnliga ledamöter på 11 av de 12 platserna, där barnmorskan Aasa Helgesen blev ordförande. Det var första gången en norsk kommun fick en kvinnlig ordförande. Vid följande val återgick styrelsen till 12 manliga ledamöter. Det kom sedan att dröja till 1980 innan kommunen fick någon kvinnlig styrelserepresentant, då tre stycken.
Kommunens andra kvinnliga kommunstyrelseordförande tillträdde 2012, den då 28-åriga Marte Eide Klovning, som sedan omvalts.

## Geografi och natur
Ön Utsira är småkuperad med stora delar som kala berg i dagen med högsta punkt över havet på 71 m intill fyren och mellan dessa finns stråk av odlad jord och betesmark. Det finns några mindre grandungar och i övrigt finns enstaka träd, då i vindskydd av bebyggelse. I betesmarkerna växer sparsamt med en.

### Fåglar
Utsira är känt som en av de bästa platserna för fågelskådning i Norge. Man har registrerat 317 olika fågelarter, varav 23 är unika för Utsira i den norska faunan.

## Byggnader

### Siratun och Sirahallen
Kommuncentret Siratun ligger mitt på ön och rymmer kommunadministration, sjukhem och bibliotek och stod klart 1985. Sirahallen är en idrottsanläggning som är särskilt utformad för volleyboll men också väl ägnad till gymnastik och annan idrott. I anslutning till Sirahallen finns en simbassäng på 12,5x6 meter som är öppen året runt.

### Kyrkan
Kyrkan på Utsira är från 1785 och den renoverades 1870 men predikstolen behölls. På 1950-talet tillkom ett vapenhus.

### Bönehuset
Bönehuset byggdes 1889 och är det största i socknen och var ett kombinerat tillhåll för gästande fiskare under vårfisket och bönehus, men också ett samlingshem för även profana tillställningar. Det anges att som mest samlades över 1 000 personer inne i huset. Vid några tillfällen har det även tjänat som lokal för Rogaland fylketings sammanträden.

### Lotsstugan
På bergknallen Børje, som har rester av en gammal borg från folkvandringstiden, ligger lotsstugan som användes under en kort period mellan 1963 och 1967 och den utgör det sista byggnadsverket från den en gång så viktiga lotsnäringen.

### Mikal L. Klovnings sjöhus
Klovning bedrev sillfiske fram till 1955 då sillen praktiskt taget tagit slut. Till skillnad från andra trodde Klovning att sillen skulle komma tillbaka och han tog därför vara på både huset och redskapen. Huset och redskapen har blivit en viktig del av öns kulturarv och utgör nu en del av Haugalandsmuseet.

### Måshusen
Fram till 1945 fångades mås i särskilda fällor, "måkehus", som anges vara speciella för Utsira och inte dokumenterade från andra platser i Norge. Fångsten pågick från januari till mars då måsarna följde de stora sillstimmen som sökte sig in mot land. Fällorna byggdes av sten med omkring 3x4 meters sidor och en meters höga. Ovanpå lades träreglar och inne i fällorna placerades fiskrens och liknande som lockbete. På grund av träreglarna kunde inte måsar som tagit sig ner till betena lyfta ur fällan utan samlades in på kvällarna för slakt och plockning. Det anges att det krävdes fjäder från mellan 80 och 100 måsar för att räcka till en kudde. Vid svåra tider tjänade måsarna även som föda till den svältande befolkningen.
Två måshus restaurerades 1997 och vid särskilda tillfällen demonstreras måsfångst i dem. Det finns även en måsfångstutställning i ett rum vid fyrstationen.

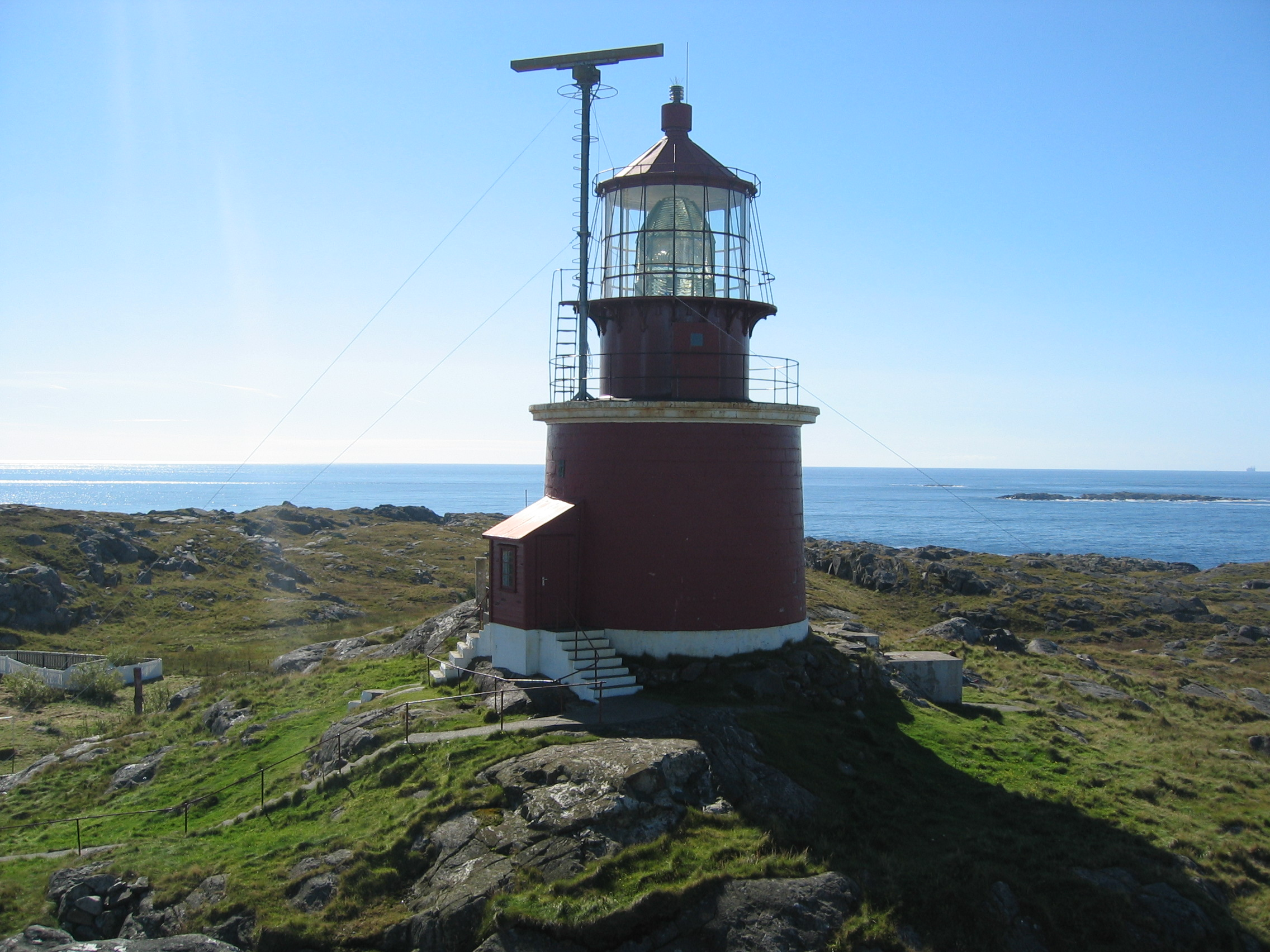
Utsira fyr.

### Utsira fyr
På Utsira finns Utsira fyr från 1844 och med kontinuerliga väderobservationer sedan 1873. Fyren är Norges högst belägna fyr och den enda kvarvarande fyrstationen i Norge med tvillingtorn inom samma fyrområde, men i dag är bara ena tornet i drift. Dess ljuskägla räcker 78,2 meter över havet. Höjden motsvarar samma höjd som Kullens fyr i Skåne. Fyren har gett namn åt två prognosområden för väder, Nord Utsira och Syd Utsira. Bägge återfinns i den brittiska sjörapporten och den senare i den svenska.

## Näringsliv
Huvudnäringsverksamheter är knutna till fisket. Lantbruk har viss betydelse, men är begränsad på grund av bristande arealer för odling och bete. Turism tillför inkomster, särskilt från fågelintresserade under vår och höst då fågelsträcken drar förbi ön men även under sommaren kommer turister, som söker det exotiska med ön långt ut i Nordsjön-Atlanten. Det finns skola och sjukvårdsmottagning inklusive ambulans med sjuksköterskor.

### Energi
År 2004 installerade Norsk Hydro en kombinerad vindkraft- och vätgasstation på Utsira. Det var ett fullskaleprojekt för att uppnå självförsörjning i det avlägset liggande samhället. Periodvis uppkommen överskottsenergi användes till vätgasproduktion genom elektrolys. Detta väte lagrades i sin tur och fanns tillgängligt för elproduktion vid låg vindstyrka. Projektet avslutades 2010 och vätgasanläggningen lades ner. År 2012 köpte Solvind AS vindmöllorna och fortsatte driften. De två vindmöllorna har en navhöjd på 46 m och rotordiameter på 40 m och sammanlagd generatoreffekt på 2x600 kW, vilket är mer än öns förbrukning som är upp till cirka 900 kW. Årsproduktionen vid 2x500 kW är 3 500 000 kWh/år.

## Tätorter
I Utsira kommun finns inga tätorter.

## Socknar
Inom Norska kyrkan motsvaras Utsira kommun av Utsira socken i Haugalands prosteri i Stavangers stift.

## Bilder

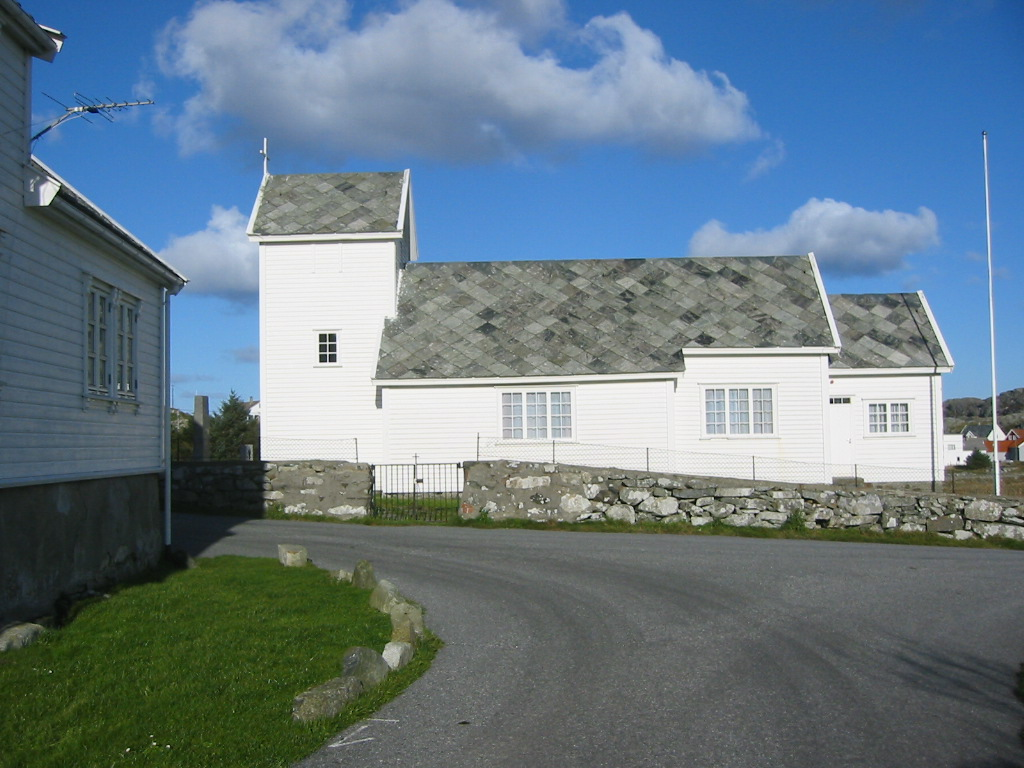
Utsira kyrka.
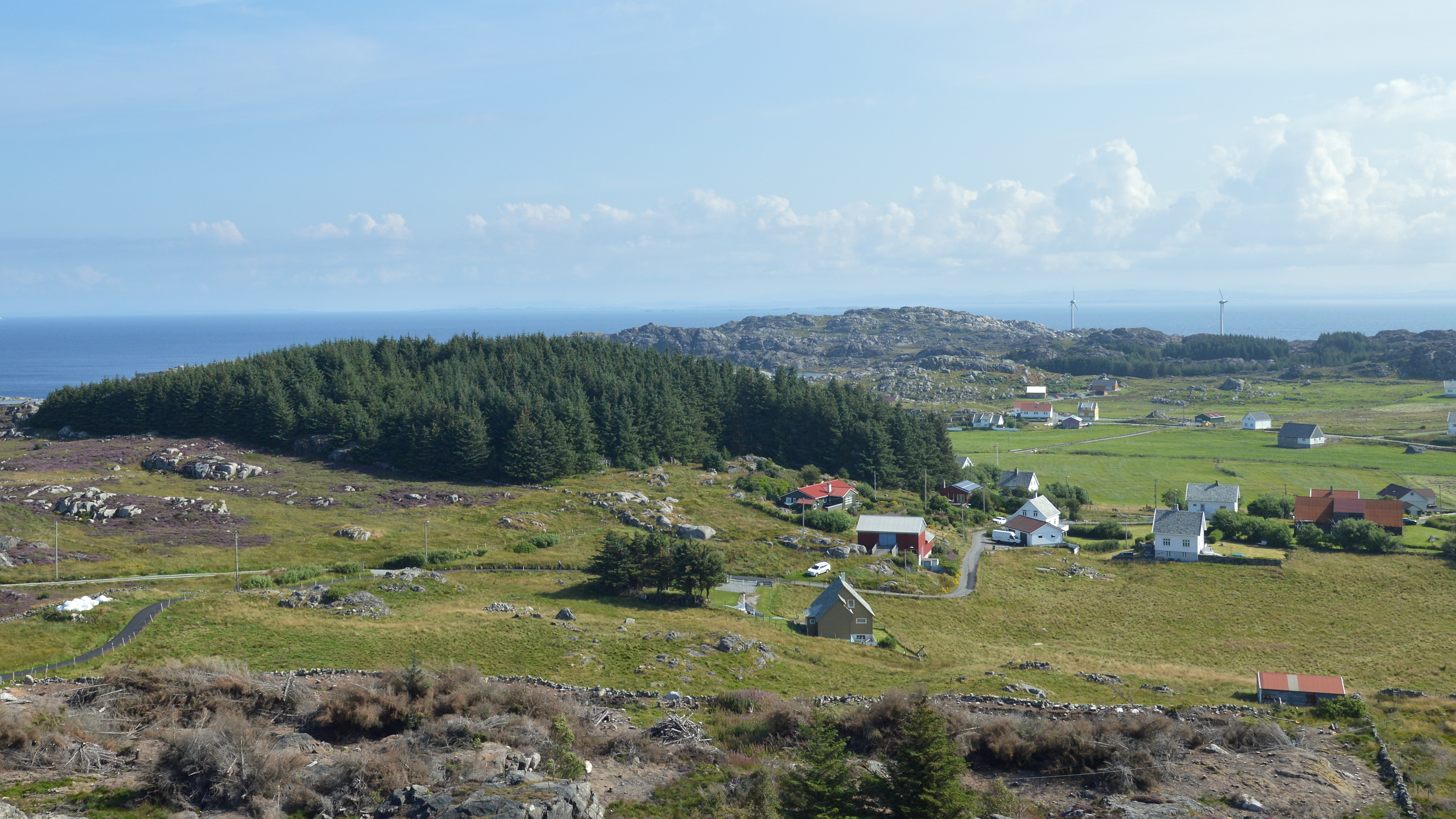
Utsikt från berget Arasetet (71 m ö.h.).
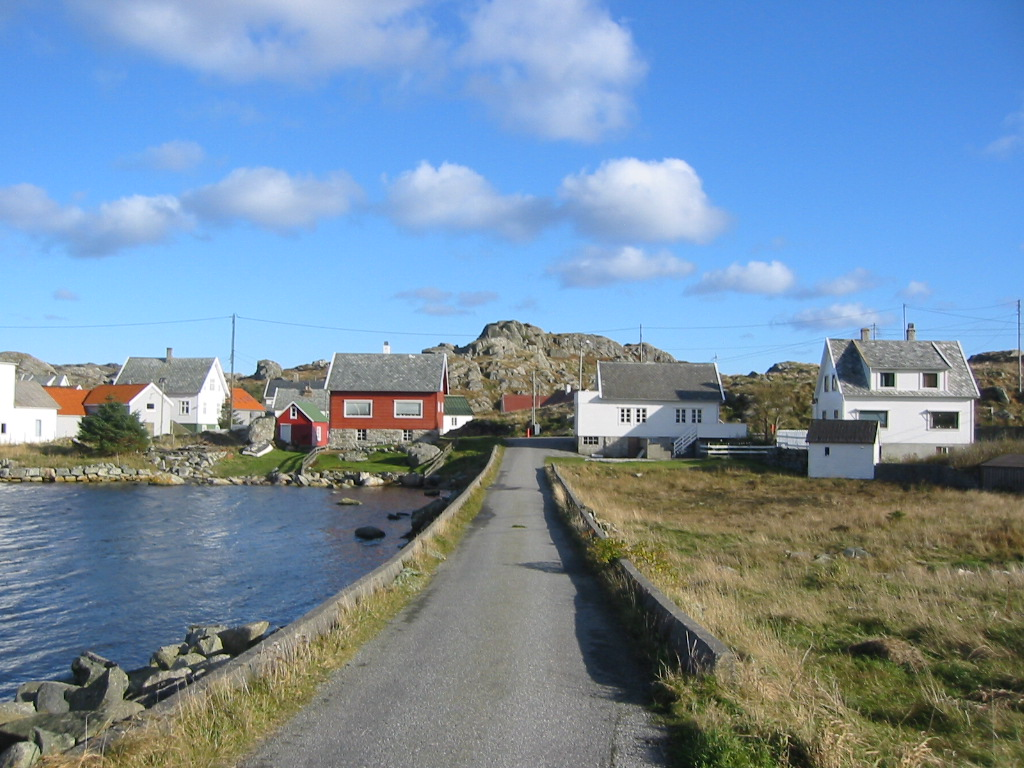
Bebyggelse på Utsira.